# Musca macellaria
Musca macellaria este o specie de muște din genul Musca, familia Muscidae. A fost descrisă pentru prima dată de Alexander Henry Haliday în anul 1833.
Este endemică în Northern Ireland. Conform Catalogue of Life specia Musca macellaria nu are subspecii cunoscute.